# Juan de Salazar y Espinosa

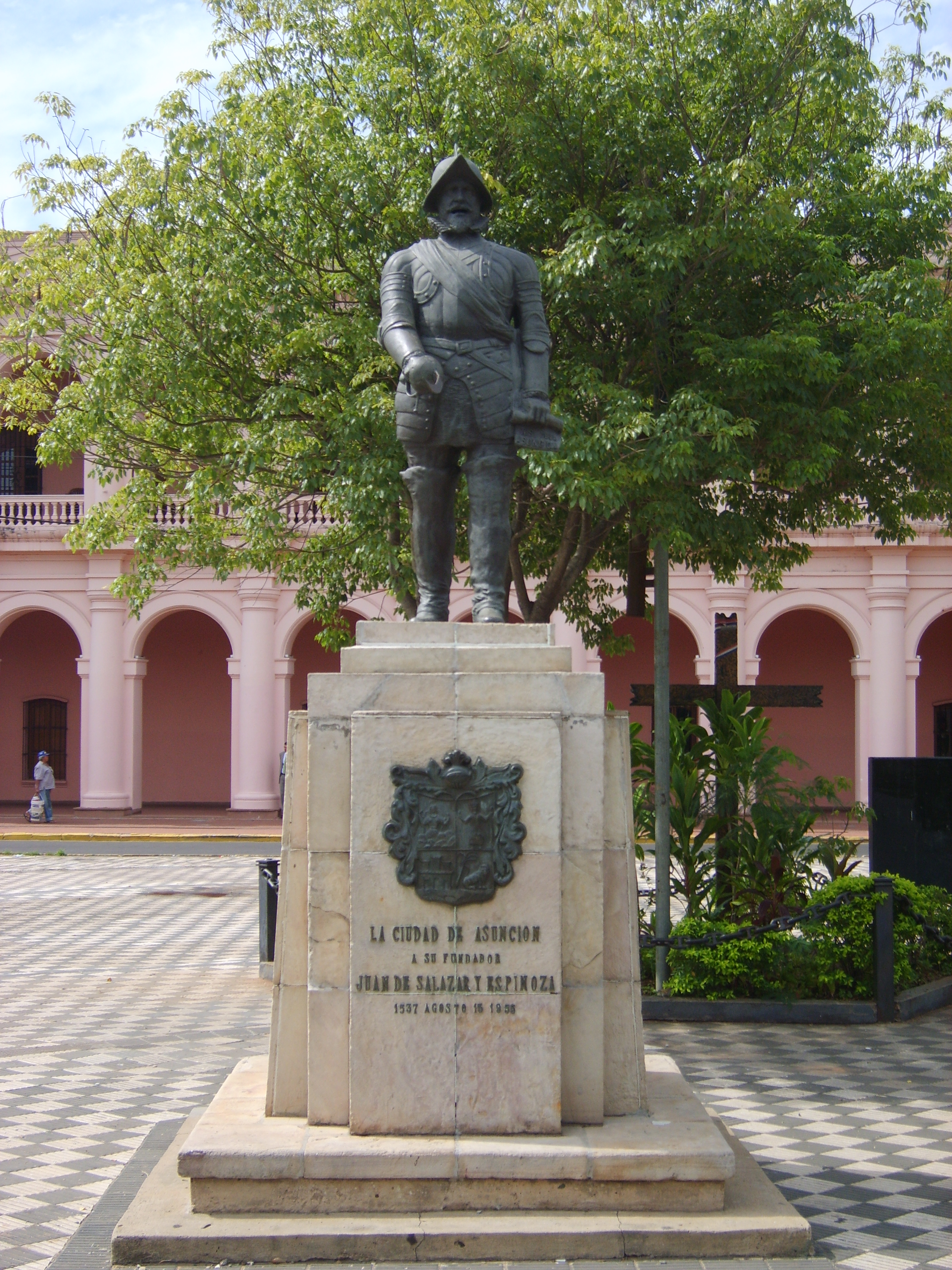
Statue zu Ehren von Juan de Salazar y Espinosa in Asunción

Juan de Salazar y Espinosa, auch Salazar de Espinosa (* 1508 in Espinosa de los Monteros; † 1560 in Asunción), war ein spanischer Conquistador und Entdecker im Gebiet des Río de la Plata.

## Leben

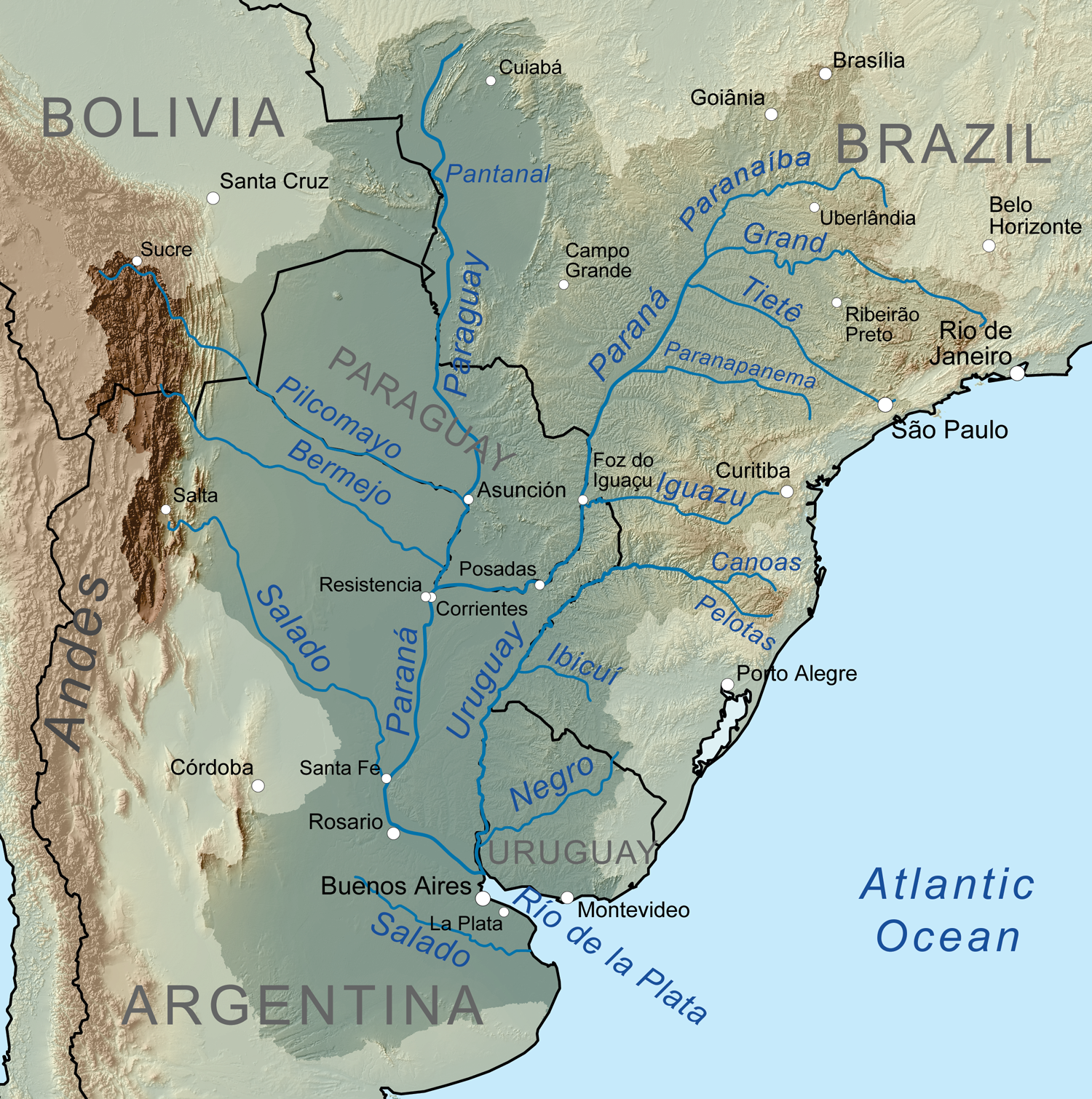
Das Flusssystem des Río de la Plata

### Gründung der La-Plata-Kolonie
Juan de Salazar de Espinosa verließ Spanien im Alter von 27 Jahren mit der vom Adelantado Don Pedro de Mendoza y Luján befehligten Südamerikaexpedition, einer der größten bis dahin ausgerüsteten Armadas in die Neue Welt. Am 24. August 1535 stach die aus zwei Galeonen, zwei Karavellen, einer Nao und mehreren kleineren Schiffen bestehende Flottille von Sanlúcar de Barrameda in See. Salazar de Espinosa selbst befehligte auf der Überfahrt die Patache Anunciada. Mitte Januar 1536 erreichten die Eroberer die Mündung des Río de la Plata und errichteten dort das Fort Nuestra Señora Santa María del Buen Ayre (bei der heutigen argentinischen Hauptstadt Buenos Aires). Mendoza schickte eine Gruppe von Konquistadoren unter Leitung von Juan de Ayolas ins Landesinnere, um den Lauf des Silberflusses zu erkunden – in der Hoffnung, einen Verbindungsweg zwischen dem La-Plata-Gebiet und den spanischen Besitzungen in der Provinz Neu-Toledo (Peru und Bolivien) zu finden. Als die Expedition nicht zurückkam und die Besatzung von Buen Ayre durch Indianerangriffe und Mangel an Ressourcen in Bedrängnis geriet, schickte Mendoza eine zweite Gruppe unter Leitung von Juan de Salazar de Espinosa aus, um nach Ayolas zu suchen. Auf ihrer Suche zog die Gruppe Salazars auf den Spuren Ayolas den Paraná und Paraguay aufwärts in Richtung Norden. Am 15. August 1537 gründete Juan de Salazar de Espinosa gegenüber der Stelle, wo der Río Pilcomayo in den Hauptstrom des Río Paraguay mündet, das Fort und die Siedlung Nuestra Señora Santa María de la Asunción, woraus die Stadt Asunción hervorgehen sollte, die spätere Hauptstadt Paraguays. Dort trafen im Jahr darauf unter Führung Domingo Martínez de Iralas die Überlebenden der Vorgängerexpedition ein, nachdem Juan de Ayolas ihren Berichten zufolge von Indianern im Gebiet des Gran Chaco getötet worden war.
Da Pedro de Mendoza Südamerika im April 1537 verlassen hatte und auf der Überfahrt nach Spanien verstorben war, übernahmen Salazar de Espinosa und Martínez de Irala die Führung der La-Plata-Kolonie. Im Jahre 1538 wurde Juan de Salazar zum Bürgermeister (Alcalde) der neuen Ansiedlung Asunción gewählt, während Irala offenbar den Gouverneurstitel erhielt, jedenfalls in Abwesenheit eines offiziell dazu bestellten Beamten die königliche Autorität ausübte. 1541 verfügte Martínez de Irala die Übersiedlung der führerlosen und durch Indianerangriffe geschwächten Bewohner von Buenos Aires nach Asunción, das damit zum Zentrum der neuen Kolonie im Rio-de-la-Plata-Gebiet avancierte. Am 16. September 1541, erhielt Asunción von Karl V. die Stadtrechte verliehen.

### Rückkehr nach Spanien
Der 1540 von Cádiz aufgebrochene, vom König ernannte Nachfolger von Mendoza, der Adelantado Álvar Núñez Cabeza de Vaca, landete inzwischen mit 400 Männern auf der Isla Santa Catalina vor der heutigen brasilianischen Küste und begab sich auf einen anstrengenden Urwaldmarsch nach Asunción, das er im März 1542 erreichte und die Regierung übernahm. Der politisch ungeschickt, in den Augen der Siedler zu „tyrannisch“ und indianerfreundlich agierende Adelantado wurde jedoch nach vielfachen Protesten und verschiedenen Verschwörungen 1544 von seinen Gegnern (darunter Irala) gestürzt und nach zehnmonatiger Haft zur Rückkehr nach Spanien verurteilt, während Irala von den Kolonisten zum Gouverneur gewählt wurde und die Führung im La-Plata-Gebiet an sich zog. Juan de Salazar de Espinosa, der sich grundsätzlich loyal zu Cabeza de Vaca gestellt hatte und dadurch in einen politischen Gegensatz zu Irala geraten war, sollte den abgesetzten Adelantado begleiten und in Spanien wegen Machtmissbrauchs anklagen, sich aber auch selbst für seine Haltung rechtfertigen. Sie schifften sich im März 1545 in Asunción an Bord des Schiffes El Comunero auf dem Paraguay ein. Tatsächlich wurde Núñez in Spanien verurteilt, allerdings erkannte der König die Herrschaft Iralas nicht an und ernannte 1547 einen neuen Adelantado. Der selbst von Anschuldigungen freigesprochene Salazar wurde gleichzeitig zum königlichen „Schatzmeister des Silberflusses“ (Tesorero del Río de la Plata) ernannt und sollte den neu ernannten Gouverneur, den extremenischen Kleinadligen Juan de Sanabria, zusammen mit 600 Siedlern und Soldaten (unter denen sich nach königlicher Anweisung auch 100 heiratsfähige Frauen und junge Familien befinden sollten, um die Kolonie „zu bevölkern“) nach Asunción begleiten. Allerdings verstarb Juan de Sanabria 1549 während der Vorbereitung seiner Überfahrt in Sevilla noch vor der Abreise. Nach schwierigen Verhandlungen mit der Krone einigten sich die Erben und die königliche Indienbehörde darauf, dass der minderjährige Sohn Sanabrias, Diego, den Adelantado-Titel erben und Sanabrias Witwe Mencía Calderón, die Stiefmutter Diegos, die Expedition zusammen mit Juan de Salazar de Espinosa leiten sollte. Kosten und Risiko der Unternehmung waren ausschließlich von den Ausrüstern zu tragen, also den Erben des verstorbenen Adelantado und seinen Mitunternehmern. Vonseiten der Krone wurde großer Wert auf den Transport der Siedler gelegt, mit dem vor allem „blutreine“ (d. h. nicht von Juden oder Mauren abstammende) kastilische Familien mit Kindern, junge Ehepaare und heiratsfähige kleinadelige Frauen in die Kolonie gebracht werden sollten, um der wegen der geringen Zahl der Siedler und fehlender Frauen befürchteten Gefahr einer Vermischung zwischen Spaniern und Indianerinnen (Mestizaje) entgegenzuwirken.

### Sanabria-Expedition

#### Aufbruch, Personal, Schiffe
Die Reise sollte in zwei Gruppen zu jeweils drei Schiffen stattfinden, von denen Salazar de Espinosa in Begleitung von Mencía Calderón die erste, 1550 aufgebrochene und aus drei Schiffen bestehende Expedition führen sollte. Der 18-jährige Adelantado Diego de Sanabria sollte zehn Monate später mit den restlichen drei Schiffen nachfolgen und bei seiner Ankunft die Führung der La-Plata-Kolonie übernehmen. Beide Teilexpeditionen verschwanden jedoch über lange Zeit spurlos oder wurden aus den Augen verloren: Der 1552 verspätet aufgebrochene Diego kam nie in der La-Plata-Region an und blieb nach Irrfahrten in der Karibik mit seinen Schiffen vermisst; seine Stiefmutter und Juan de Salazar de Espinosa erreichten Asunción erst im Oktober 1555 bzw. Anfang 1556 in zwei getrennten Gruppen mit insgesamt etwas mehr als 50 Personen, davon 21 Frauen.
Die aus drei Schiffen bestehende Flotte brach am 9. April 1550 von Sevilla auf und stach nach Aufnahme der Ladung an der Küste am nächsten Tag von Sanlúcar de Barrameda aus in See. Das von Salazar selbst kommandierte Hauptschiff, die San Miguel, war wahrscheinlich eine viermastige Karacke beziehungsweise Nao, während die zwei kleineren Schiffe von Salazar abwechselnd als Brigantinen und Karavellen bezeichnet werden. An Bord befanden sich ca. 300 Personen, davon etwa 80 weiblichen Geschlechts, darunter die 33-jährige Witwe Mencía Calderón de Sanabria mit ihren drei Töchtern und weitere verheiratete und unverheiratete Frauen aus der spanischen Extremadura. Die zumeist sehr jungen, allein reisenden „heiratsfähigen“ Mädchen sowie Familien mit Kindern wurden auf der San Miguel eingeschifft (etwa 50 weibliche Passagiere), während Ehepaare sowie in Begleitung ihrer Väter reisende Frauen auf der Asunción untergebracht waren. Auf dem dritten Schiff, der San Juan, wurden hauptsächlich Bewaffnete und das mitgeführte Vieh transportiert.

#### Irrfahrt im Südatlantik
Die Schiffe erreichten am 20. April planmäßig La Palma, wo man für die Weiterfahrt günstigere Winde abwartete. Während des zweimonatigen Aufenthalts auf der Kanareninsel kam es zu Streitigkeiten und einer versuchten Meuterei unzufriedener Mitreisender, die aber glimpflich beendet werden konnte. Salazar plante, abweichend von der üblichen spanischen Atlantikroute, die von den Kanaren westwärts in Richtung Karibik führte, dem südlichen portugiesischen Seefahrtsweg nach Brasilien zu folgen, der an der afrikanischen Küste entlang bis in den Golf von Guinea führte und von der portugiesischen Inselgruppe São Tomé und Príncipe aus den Südatlantik überquerte. Salazars leitender Steuermann und Navigator Juan Sanches hatte keine Erfahrung mit dieser Route und besaß auch nicht die dafür benötigten Seekarten und Kenntnisse in der Nutzung von Navigationsgeräten wie dem Astrolabium, das den portugiesischen Seefahrern vertraut war.
Dennoch bestand der als Militär in Navigationsfragen wenig kompetente Flottillenkommandant Salazar de Espinosa auf dem Reiseplan, was ihm die Geschichtsschreibung teils zum Vorwurf macht. Nach dem Aufbruch am 21. Juni geriet die Flotte bald hinter Cabo Verde in einen sehr schweren Sturm, bei dem die beiden kleineren Schiffe verloren gingen und die San Miguel an die Küste von Guinea verschlagen wurde. Die Reisegruppe verbrachte einen Monat an der westafrikanischen Küste mit der Reparatur des Schiffs und der Wiederbeschaffung von Vorräten.
Kurz nach der Abfahrt wurde die San Miguel am 25. Juli 1550 von französischen Korsaren aufgebracht und ausgeraubt. Nach Verhandlungen mit Espinosa beließ der Korsarenkapitän, der sich Escource nannte und für ein Piraterieunternehmen aus La Rochelle tätig war, den Siedlern allerdings ihre Waffen und versprach, die Frauen unangetastet zu lassen. Hierüber setzten Mencía Calderón und Juan de Salazar de Espinosa nach dem Überfall ein Protokoll unter Zeugen auf, weil schon der Verdacht einer Schändung der großteils unverheirateten Mädchen auf der San Miguel durch die Piraten ihre Heiratschancen in der Kolonie zunichtegemacht hätte.
Anschließend gestaltete sich die Weiterreise sehr schwierig, weil die Vorräte erneut ersetzt werden mussten, notorischer Wassermangel und Unklarheit über die Position und den einzuschlagenden Kurs herrschten. Die Navigationsinstrumente waren verloren oder gestohlen worden und auf der Seekarte von Sanches war die Insel São Tomé nicht eingezeichnet, wie Salazar de Espinosa in einem späteren Brief klagte. Über einen Monat kreuzte das Schiff auf der Suche nach dem richtigen Ausgangspunkt für die Überquerung des Atlantiks orientierungslos durch den Golf von Guinea und stieß schließlich am 8. September 1550 eher durch Zufall auf die portugiesische Insel Ano Bom. Dort wurden Lebensmittel und Wasser gebunkert, und nach fünfzigtägigem Warten auf die richtigen Windverhältnisse setzten Salazar und sein Steuermann zur Fahrt über den Ozean nach Südamerika an. Nach einem Zwischenstopp auf der ebenfalls portugiesisch besetzten Insel Sankt Helena erreichte die San Miguel Mitte Dezember die der heutigen Küste Brasiliens vorgelagerte Insel Santa Catalina, die damals spanisch beansprucht und als Treffpunkt der Schiffe vereinbart war. Dort fand man die Asunción wieder, die unter Kapitän Cristóbal de Saavedra über den Ozean gesegelt war, einem Vertrauten Juan Salazars, der den Treffpunkt nach einem Zwischenaufenthalt in São Tomé bereits im November 1550 erreicht hatte. Allerdings war die Asunción bei der Überfahrt in mehrere schlimme Stürme geraten (die der Deutsche Hans Staden beschreibt, der an dieser Reise teilnahm), hatte Menschenleben und Fracht verloren und war schwer beschädigt. Das dritte Schiff der Expedition, der Transporter San Juan unter dem Kommando von Juan de Ovando aus Cáceres, traf nicht auf Santa Catalina ein und blieb verschollen.

#### Aufenthalt in Brasilien

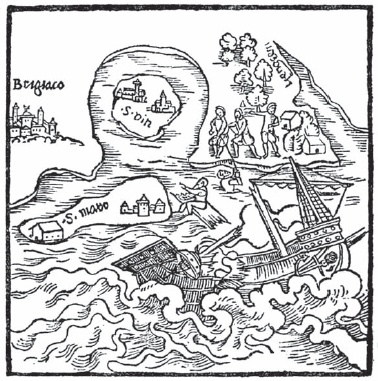
Schiffbruch vor Itanhaém im Juni 1553 (Holzschnitt in Hans Stadens 1557 veröffentlichtem Reisebuch Warhaftige Historia, vermutlich nach eigener Vorzeichnung)

Der Fortgang der Expedition entwickelte sich zu einer mehrjährigen Odyssee, nachdem das Hauptschiff San Miguel auf der Insel gegen eine Felswand gedrückt worden war und zerschellte und auch die schwer überladene Asunción, mit der nun sämtliche Expeditionsteilnehmer ans Festland gebracht werden mussten, nach zweimaligem Übersetzen sank. Unter den elf Toten befand sich der Eigentümer des Schiffs, Francisco Becerra, der die Überfahrt von Spanien mit seiner Familie auf der San Miguel mitgemacht hatte und nun mit seinem eigenen Schiff unterging. Insgesamt strandeten nach Salazars Bericht 80 Männer und „vierzig Frauen, Mädchen und Kinder“ in einer Mbiazá genannten Hafenbucht südlich der Katharineninsel, wo sie eine im Gedenken an Becerra San Francisco benannte Siedlung errichteten. Während des jahrelangen Zwangsaufenthalts an der brasilianischen Küste lebten die Schiffbrüchigen von Fischfang, kleinen Reptilien und anderen erjagten Kleintieren. Man wartete zunächst auf die Ankunft der Schiffe des künftigen Adelantado Diego de Sanabria, der aber nicht eintraf. Der Versuch, durch Gesandtschaften nach Asunción Hilfe von dort zu erlangen, scheiterte mehrfach, weil Irala die Abgesandten festsetzte und ansonsten nichts unternahm. Die Gruppe spaltete sich in verschiedene Fraktionen, und Juan de Salazar de Espinosa wurde von Mencía Calderón aus ungeklärten Gründen als Kapitän abgesetzt und durch ihren Schwiegersohn Hernando Trejo ausgetauscht, einen Edelmann, der sich auf der Reise in ihre ältere Tochter verliebt und diese in Mbiazá geheiratet hatte. Trejo erbte auf diese Weise den Titel eines Alguacil mayor von Paraguay.
Schließlich entschloss sich Salazar de Espinosa 1553 zum Bau eines neuen Schiffes, mit dem er mit zwölf Bewaffneten, darunter Hans Staden, auf die Insel São Vicente gelangen wollte, der 1532 gegründeten ersten portugiesischen Kolonie in Brasilien, wo damals rund 600 Siedler lebten. Die abenteuerliche Flucht endete im Juni 1553 mit einem neuerlichen Schiffbruch in einem Wintersturm. Die Männer retteten sich auf Flößen aus Schiffsplanken zu der Siedlung Itanhaém an der brasilianischen Küste, von wo sie nach Santos gelangten, damals ein kleiner portugiesischer Stützpunkt auf São Vicente. Auf der Insel war im Frühjahr desselben Jahres Tomé de Sousa (1503–1579) eingetroffen, der neue portugiesische Gouverneur von Brasilien, der gut über den desaströsen Ausgang der spanischen Sanabria-Expedition unterrichtet war. Er bot an, Schiffe zu entsenden, um die restlichen Schiffbrüchigen aus Mbiazá abzuholen. Salazar nahm jedoch die Dienste des flämischen Zuckerrohrplantagenbesitzers Pero Rose in Anspruch, der ihm ein kleines Schiff für den Transport der zurückgebliebenen Frauen und Soldaten zur Verfügung stellte. In São Vicente traf Salazar auch Uz Schmidel wieder, einen deutschen Teilnehmer der Expedition von Pedro de Mendoza, der auf der Heimreise aus Asunción mit seinem Sklaven auf der Insel Station machte, weil er in Deutschland zehntausend Dukaten geerbt hatte. Auf der Insel erfuhr Mencía Calderón vom Scheitern und vermutlichen Tod ihres Stiefsohns. Es kam zu diplomatischen Verwicklungen mit den portugiesischen Behörden, welche die Weiterreise der Spanier untersagten. Tomé de Sousa war daran interessiert, insbesondere die Frauen als Kolonisten auf São Vicente zu behalten. Er zahlte jeder von ihnen hundert Dukaten aus der Schatulle des Königs von Portugal und verbot ihnen streng, Santos zu verlassen. Auch Hans Staden wurde abgeworben und als Arkebusier der Besatzung des portugiesischen Grenzforts Bertioga zugeteilt.

#### Rückkehr nach Asunción
Die kastilische Krone entsandte den Genuesen Bartolomeo Giustiniano (span. Bartolomé Justiniano) nach São Vicente, einen Konquistador, der zusammen mit Pedro de Mendoza und Juan de Salazar in die La-Plata-Kolonie gelangt und 1545 mit Salazar und Cabeza de Vaca nach Spanien zurückgekehrt war. Er brachte einen Geleitbrief für die festsitzenden Spanier mit und reiste anschließend nach Paraguay weiter, wo er Irala die Ernennung zum königlichen Gouverneur überbrachte. Damit stand fest, dass Karl V. die politischen Verhältnisse in Asunción nun zu akzeptieren gedachte und nach dem Verschwinden Diego de Sanabrias dort keinen Machtwechsel mehr anstrebte. Die Gruppe um Salazar und Mencía de Calderón blieb damit ohne klare Perspektive auf sich allein gestellt, zumal die portugiesischen Landesherren die spanische Reiseerlaubnis nicht anerkannten und den Schiffbrüchigen die Ausreise weiterhin untersagten.
Schließlich trennte sich Salazar de Espinosa im Februar 1555 in Santos von der Gruppe der übrigen Überlebenden und schlug sich mit etwa 20 Begleitern, darunter die Witwe Francisco Becerras und ihre Töchter sowie sieben portugiesische Deserteure, auf einem achtmonatigen Fußmarsch über mehr als 1400 km durch den Dschungel zum Paraguay durch. Er erreichte Asunción im Oktober 1555, einen Monat nach Bartolomé Justiniano und mehrere Monate vor Mencía Calderón und dem Rest der Expedition, die unter Hernando Trejo einen anderen Weg gewählt hatten und im Frühjahr 1556 in der Stadt ankamen. Dort herrschte weiterhin der nun auch offiziell vom König ernannte Irala.

### Lebensabend
Nach dessen Tod 1556 und der Ernennung Gonzalo de Mendozas zu seinem Nachfolger, der ein Anhänger Espinosas war, verlebte dieser einen ruhigen Lebensabend und starb fünf Jahre später im Alter von 52 Jahren in der von ihm selbst gegründeten Stadt Asunción.

## Verfilmung
Das Schicksal der Sanabria-Expedition unter Führung von Juan de Salazar, der von Hugo Silva (* 1977) dargestellt wird, ist das Thema der von Globomedia produzierten sechsteiligen spanischen Miniserie El corazón del océano, die von Januar bis März 2014 von dem spanischen Fernsehsender Antena 3 ausgestrahlt wurde.